# موازنة المشروع
موازنة المشروع هي عملية تقدير كلفة المشروع Project Cost عن طريق تحديد الموارد اللازمة لتنفيذ كافة أنشطة المشروع، مع تقدير الكلفة المتوقعة لهذه الموارد وقت أستخدامها، بحيث ينتج عن ذلك تحديد الكلفة التقديرية للمشروع شاملة كافة أنشطتة وفعالياته من لحظة المباشرة حتى لحظة الانتهاء.
باختصار نستطيع أن نُعرف موازنة المشروع Project Budget على أنها عملية تسعير خطة المشروع Project Plan .
وحتى يتم تطوير موازنة المشروع Project Budget فإن هناك خطوات لابد من إتباعها للوصول إلى موازنة أقرب إلى الدقة:
1. التنبؤ بالموارد اللازمة لتنفيذ المشروع.
2. التنبؤ بالوقت الذي نحتاج فيه هذه الموارد.
3. التنبؤ بكلفة هذه الموارد وقت استخدامها.
4. التنبؤ بأثر تضخم الأسعار Inflation على هذه الموارد.
5. التنبؤ بالمخاطر المحتملة Risk التي ستواجه المشروع اثناء السعي للحصول على هذه الموارد.

## فوائد موازنة المشروع
- أداة تخطيط Planning Tool وذلك لأن إعداد موازنة المشروع يرتبط بالإنجاز والقدرة على الوصول إلى أهداف المنظمة، كما أنه يعتمد على التنبؤ بالأحتياجات المستقبلية والأسعار المتوقعة والمخاطر المحتملة للحصول على الموارد.
- أداة تخصيص موارد Resource Allocation Tool وذلك لأن موازنة المشروع معنية بتحديد الموارد اللازمة لأنشطة المشروع المختلفة وتوفير هذه الموارد عندما تحين الحاجة لها.
- أداة رقابة Control Tool وذلك لأنها تَخدِمُ كمعيار Standard للمقارنة، بحيث يتم حساب الكلفة الفعلية Actual Cost ومقارتنها بالكلفة المقدرة Budgeted Cost لقياس التقدم الفعلي على الأرض.
- أداة قياس أداء Performance Measure Tool وذلك عن طريقة حساب كميات الموارد المستخدمة في المشروع وحساب كلفتها وربط ذلك بالأهداف المرسومة للمشروع ومعرفة مدى ارتباط هذا المشروع برسالة المنظمة الأم للمشروع Mother Organization Mission .

## طرق إعداد الموازنة التقديرية
يتم إعداد الموازنة التقديرية Budget في المشاريع باستخدم واحدة أو أكثر من الطرق التالية:-
1- طريقة المخصصات التقديرية Rough Order of Magnitude
وبهذه الطريقة يتم حساب مخصصات تقديرية للمشروع تعتمد على التجارب السابقة وبعض البيانات التاريخية، وأحياناً على الخبرة والحدس. وبهذه الطريقة يتم تحديد صورة سريعه Snap Shot عن الكلف المبدئيه للمشروع. وتعتبر هذه الطريقة سهلة وقليلة الكلفة عند استخدامها في التقديرات الأولية لإعداد الخطط والموازنات، ولكنها في نفس الوقت تحتمل نسبة عالية من احتمال حصول خطأ في التقدير. ومن الأمثلة على هذه الطريقة المخصصات التي تقررها وزارة الصحة مثلاً لدائرة العطاءات واللوازم في الوزارة، ففي ضوء هذه المخصصات يتم اعتماد المشاريع التي سيتم تنفيذها في السنة الماليه، وعلية كلما زادت المخصصات يتم زيادة المشاريع والتوسع في العطاءات، وبالعكس يتم تقليل العطاءات وتأجيل بعض المشاريع لعدم توفر المخصصات اللازمة أحياناً.
2- طريقة إعداد الموازنة من الأعلى إلى الأسفل Up to Down Budgeting
باستخدام هذه الطريقة يتم تقدير المبالغ المالية اللازمة لتنفيذ المشروع من قبل المستويات الإدارية الأعلى ‘ ومن ثم يطلب من الهيئات الأدنى أن تقوم بإعداد الخطط والجداول والموازنات ضمن السقوف المسموحة لهم، ويتم تجميع هذه الخطط والجداول لتحديد الموازنة الإجمالبة ( النهائية ) .وتعتمد هذه الطريقة في الإعداد بالأساس على عملية المقارنة بين هذا المشروع والمشاريع المماثلة التي تم تنفيذها في الشركة. ومن مزايا هذه الطريقة أنها تعتبر طريقة تدريبية للمستويات الادارية العليا في التخطيط والتخصيص واتخاذ القرار، كما إن من مزاياهاأنها أكثر دقة من طريقة المخصصات التقديرية ولكن من سلبياتها أنها أكثر كلفة من طريقة المخصصات التقديرية وأنها لازالت تحتمل نسبة من الخطأ والبعد عن الدقة المطلوبة.
3- طريقة إعداد الموازنة من أسفل إلى أعلى Down to Up Budgeting
وتعتبر هذه الطريقة هي الأكثر دقة في إعداد الموازنات التقديرية للمشاريع، لأنها تعتد بالأساس على نفس الأسس التي يتم اتباعها في إعداد كل من خطة المشروع وجدولة المشروع، وهذه الطريقة عمليا هي تسعير لخطة المشروع وتقوم على مرتكزين أساسيين:
أ- إن إعداد الموازنة يعتمد على الإجابة على الأسئلة التالية:-
- ماهي الموارد اللازمة ؟
- ماهي كمية هذه الموارد ؟
- متى نحتاج هذه الموارد ؟
- ماهي كلفة هذه الموارد ؟

ب- إن إعداد الموازنة يعتمد على تجزئة هيكل العمل Work Break Structure أي إلى تحليل المشروع إلى مهمات والمهمة إلى حزم عمل وحزمة العمل إلى وحدات عمل ووحدة لعمل إلى أنشطة. وعند الوصول إلى الجزء الأولي وهو النشاط الذي سيؤديه فرد أو مجموعة فإنه مطلوب منه أن يجيب على الأسئلة الواردة في البند 1 وذلك من أجل تحديد الوقت اللازم والموارد البشرية اللازمة والمواد المطلوبة لتنفيذ هذا النشاط، وكلفة هذه الموارد مجتمعة هي الموازنة التقديرية لهذا النشاط وعندما يتم إعادة تجميع الأنشطة ووحدات العمل وحزم العمل والمهمات من مرتبة إدارية إلى مرتبة إداراية أعلى حتى تصل إلى مدير المشروع بشكل تجميعي Collective ‘ حيث تتم مراجعتها والتدقيق عليها وإعطاءها الشكل النهائي. وهكذا فإن احتساب كلفة المشروع قد تم بطريقة متدرجة ومتدحرجة Rolled up من المستوى الأدنى إلى المستوى الأعلى حتى نصل إلى الموازنة التقديرية الإجمالية للمشروع، ومن إيجابيات هذه الطريقة أنها أكثر دقة من الطرق السابقة وذلك لأن الأشخاص المعنيين في مواقع العمل هم أقدر على تحديد احتياجاتهم الفعلية من غيرهم ‘ كما أن من إيجابياتها شمولها للمدراء في المراتب الدنيا في عملية إعداد الموازنة ‘ وهذا يساعد على زيادة التزامهم وارتباطهم بتنفيذ هذه الموازنة لأنهم شاركوا في إعدادها ‘ كما إن هذه الطريقة تعتبر أداة تدريبية لمختلف المستويات الإدارية في إعداد الموازنات وزيادة الخبرات العملية للمشاركين في إعداد الموازنة.

## أسس أختيار طريقة إعداد الموازنات التقديرية
إن أختيار أحد الطرق الثلاثة المذكورة سابقاً في إعداد الموازنات التقديرية في المشاريع إنما يعتمد على مجموعة من العوامل نذكر بعضاً منها:-
1- حجم المشروع:- كلما زاد حجم المشروع كلما أصبح بحاجة إلى الطرق الأكثر دقة مثل طريقة Bottom to Up
2- تنوع المشروع:- هل إكمال المشروع يحتاج إلى أنشطة محدودة وقليلة العدد أم أن هناك تنوع في مخرجات المشروع ‘ وتعدد في الأنشطة والفعاليات 
المطلوبة لإنجاز المشروع فكلما زاد التنوع كلما أصبح المشروع أكثر حاجة إلى الطرق التي تتمتع بدرجة أعلى من الدقة مثل طريقة Bottom to Up
3- نمط الإدارة في المشروع:- فإذا كانت الإدارة مركزية وتحتفظ بحق اتخاذ القرارات بيدها ‘ فإنها تكون أميل إلى أستخدام أسلوب Up to Down ولكن إذا كانت الإدارة لامركزية وتؤمن باشراك العاملين Involvement أو تمكينهم Empowerment فإنها ستشرك المراتب الأدنى وبالتالي يصبح أسلوب Down to Up هو الأنسب
4- الثقافة السائدة في المشروع: فإذا كانت الثقافة السائدة هي ثقافة تقليدية كلاسيكية ومحافظة Conservative فإنها ستميل إلى مركزية اتخاذ القرار واحتفاظ الإدارة العليا بصلاحيات اتخاذ القرار وبالتالي استخدام أسلوب Up to Down أما إذا كانت الثقافة منفتحة وتدعو إلى التغيير والتكيف مع المتغيرات البيئة Change Culture فإنها سوف تميل إلى اللامركزية في اتخاذ القرارات واستخدام أسلوب Down to Up .

## تمويل المشاريع غير المربحة
بالرغم من أن إدارة المشاريع تتطلب مهارة ودقة في إعداد الموازنات التقديرية ‘ لما في ذلك من أهمية في نجاح المشاريع ووصولها إلى أهدافها ‘ إلا أن المنظمات قد تحتاج أو تضطر أحياناً إلى تمويل مشاريع غير مربحة وذلك لأسباب عديدة نذكر منها:
1. تطوير معرفة Knowledge جديدة أو تكنولوجيا Technology جديدة تخدم المنظمة الأم وتساعد في تحقيق رسالتها.

1. مساعدة الشركة الأم في الحصول على موطئ قدم في مجال المشروع ودخول المنافسة في هذا الحقل Foot in the Door

1. تمكين الشركة من الحصول على بعض الأجزاء اللازمة Parts أو الخدمة اللازمة Services لإتمام العمل أو المنتج الذي تهتم به الشركة

1. تمكين الشركة من تحسين موقعها في العطاءات أو المقاولات القادمة

1. تحسن الوضع التنافسي Competitive Position للشركة الأم

1. توسيع خط الإنتاج Product Line أو خط الأعمال Business Line في الشركة الأم

1. ممارسة المسؤولية الاجتماعية Social Responsibility مثل المشاريع التي تنفذها الحكومة لصالح الشعب